# Construção de terra

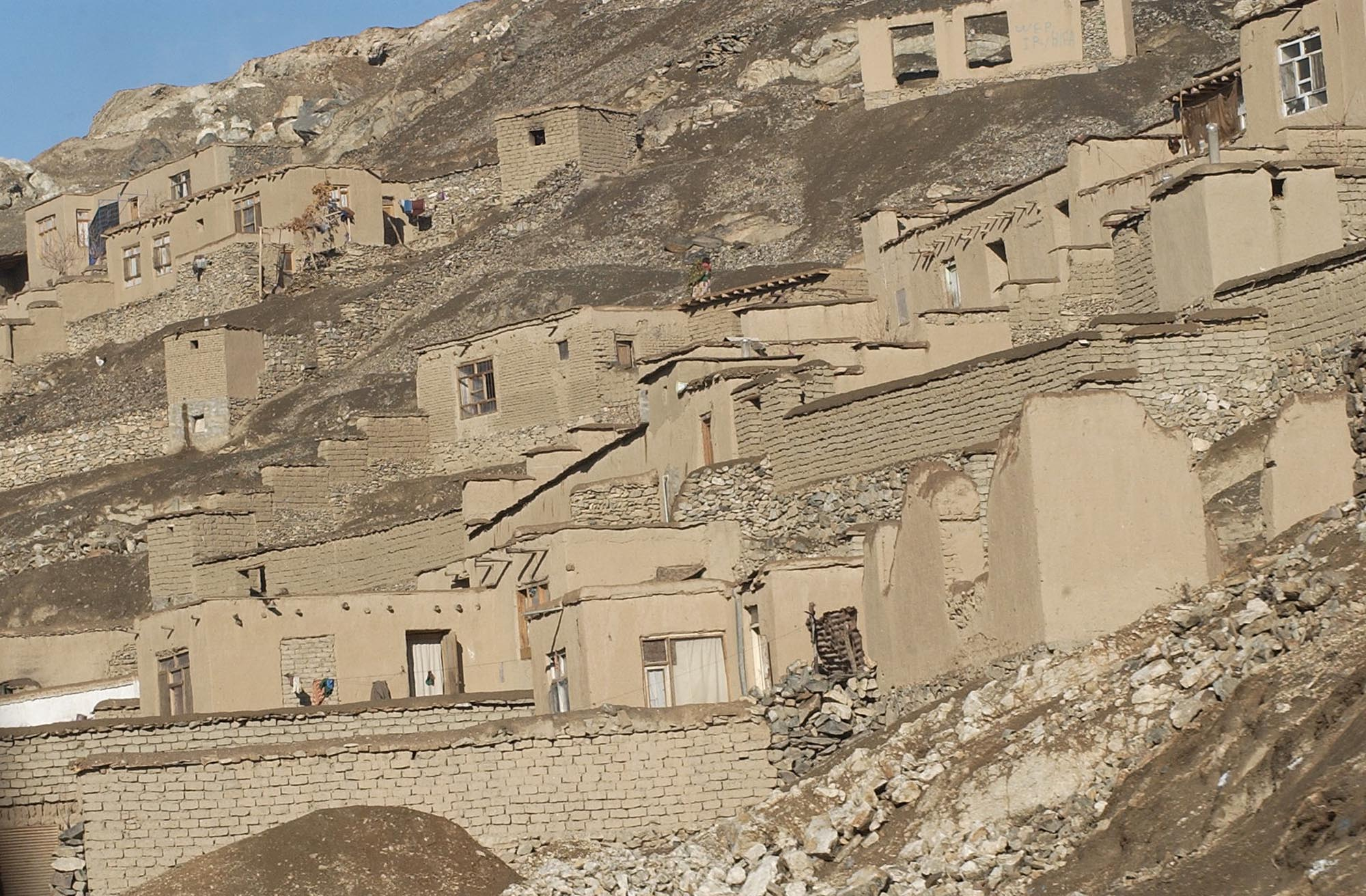
Casas de barro em Kandahar, no Afeganistão.

Uma construção de terra é um edifício, ou outra estrutura, feita em sua maior parte com solo. Dado que o solo é um material amplamente disponível, ele tem sido usado em construções desde tempos pré-históricos. Ele pode ser combinado com outros materiais, comprimido, ou assado, com a finalidade de aumentar a resistência. O solo ainda é um material econômico para muitas aplicações, e pode ter baixo impacto ambiental tanto durante, quanto após a construção ser finalizada.

## Tipos de materiais

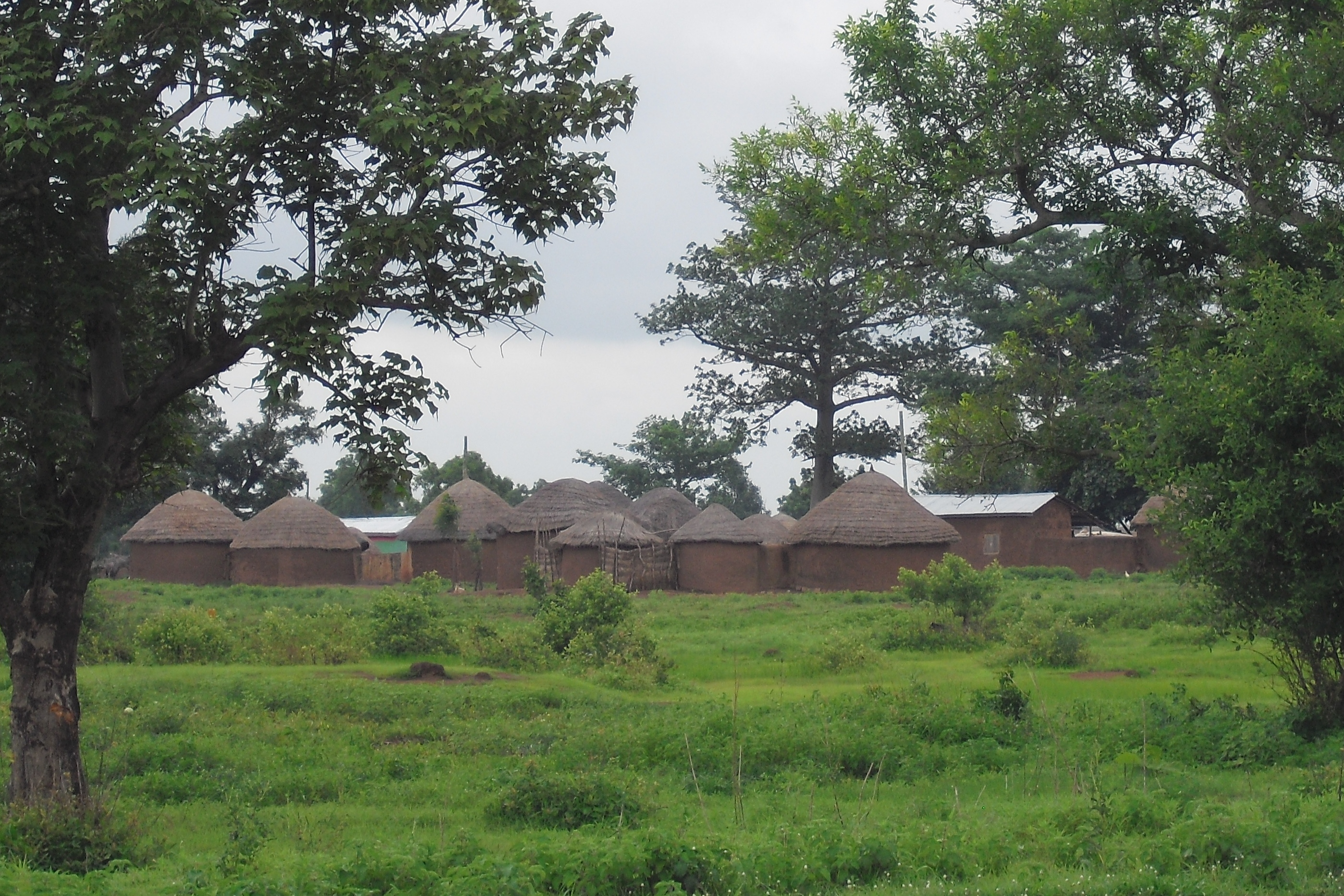
Casas tradicionais circulares de lama, formando uma área de família perto de Tamale, Gana.

A terra normalmente requer algum tipo de processamento, para que possa ser usada em construções. Ela pode ser combinada com água para fazer lama, palha pode ser adicionada, alguma fôrma de material estabilizador como cal ou cimento pode ser usado para endurecê-la, e a terra pode ser compactada para aumentar a resistência.

### Lama
Lama enfileirada é uma das mais antigas abordagens para construção de paredes. Lama úmida é preparada à mão, para fazer a base da parede, e deixada secar. Quando seca, mais lama é adicionada, formando sucessivas fileiras até a parede estar completa.
Lama empoçada, por outro lado, é feita com uma fôrma à mão, de lama, na qual é derramada lama muito mais úmida, e deixada secar. No irã, paredes de lama empoçada são chamadas de construção chine. Cada fileira tem de 4,5cm a 6cm de espessura, com igual medida de altura. Normalmente, a técnica é utilizada para muros de jardim, mas não para a construção de casas, presumivelmente por causa da preocupação com a resistência destas paredes. Uma desvantagem desta abordagem é que leva-se muito mais tempo na espera da secagem de cada fileira.
Outra técnica, usada em áreas onde a madeira é abundante, é a construção de uma moldura de madeira para a casa, e o preenchimento desta moldura com lama, principalmente para fornecer isolamento. Em algumas partes da Inglaterra, uma técnica semelhante foi utilizado com o cob.

### Cob

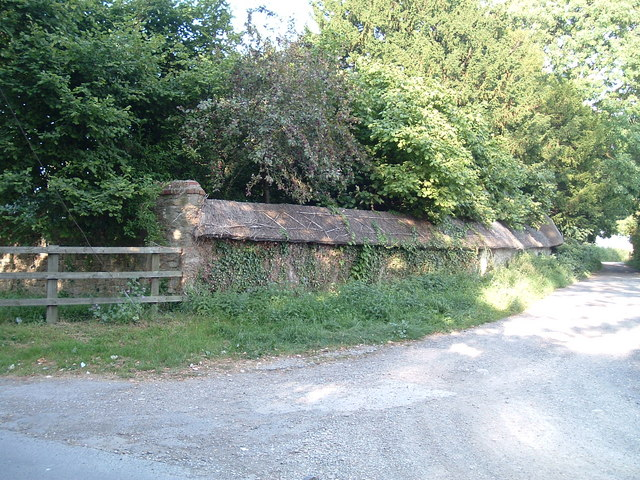
Parede de cob, na Inglaterra. Esta tem centenas de anos de idade e está protegida contra água.

Cob, por vezes referido como "adobe monolítico", é um material de construção natural feito a partir de solo que inclui argila, areia ou pedras pequenas, e um material orgânico, como palha. Paredes de cob são normalmente construídas em fileiras, não têm juntas de argamassa e precisam de 30% ou mais argila na composição do solo. Cob pode ser usado como preenchimento nos edifícios de quadros de madeira, mas é frequentemente usado para paredes que suportam peso, e podem suportar até 2 andares. Paredes de cob devem ter pelo menos 4cm de espessura, e a proporção entre largura e altura não deve ser maior que 1:10. Geralmente, cob estará rebocado por dentro e por fora por uma mistura de cal, solo, e areia. Cob é à prova de fogo, e sua massa térmica ajuda a estabilizar temperaturas internas. Testes demonstraram que cob tem alguma resistência à atividade sísmica, no entanto, os códigos de construção no mundo desenvolvido podem não reconhecer cob como um material aprovado.

### Relva

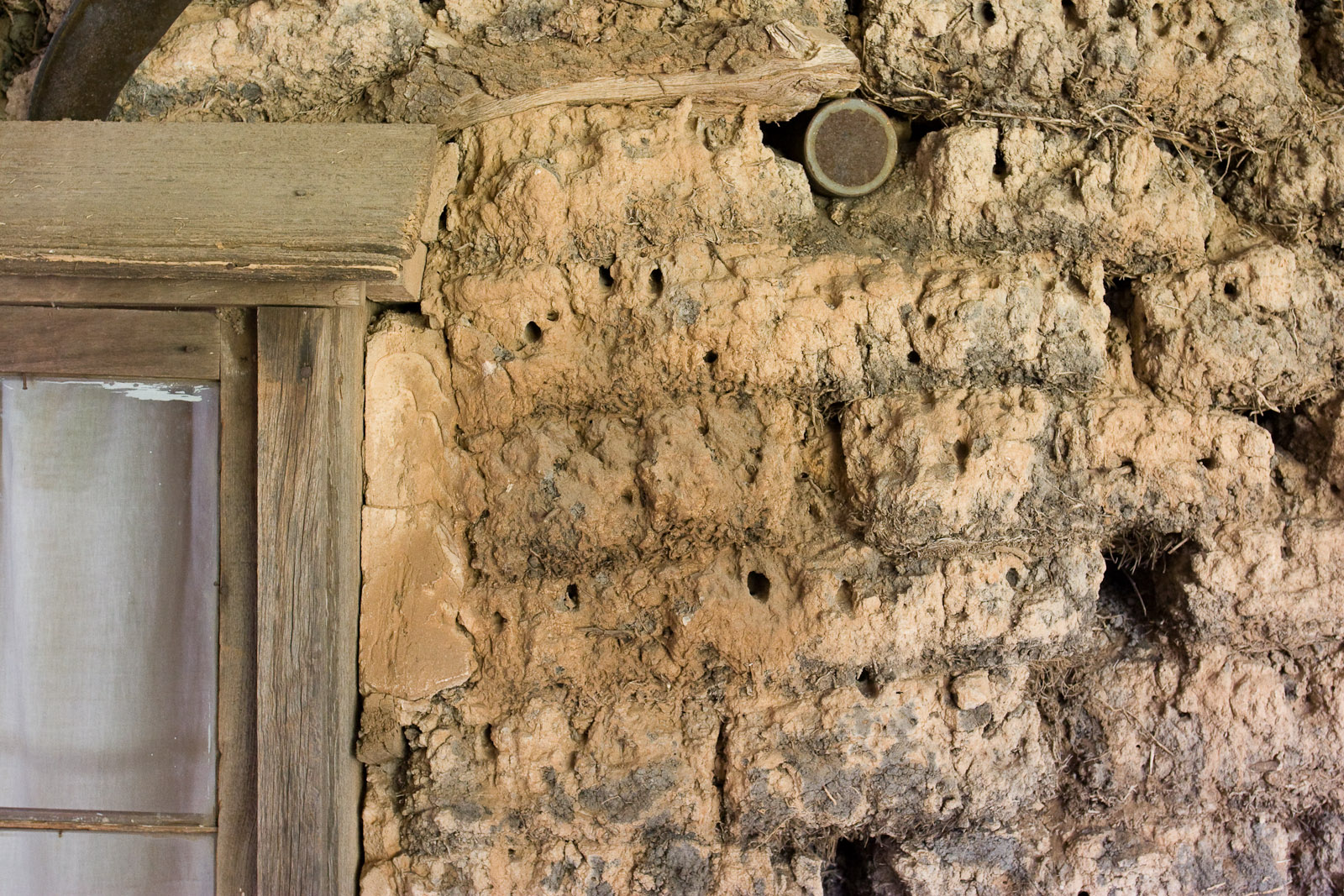
Tijolos de relva.

Tijolos de relva, chamados terrone em espanhol, podem ser usados para construir paredes resistentes e duráveis. A relva é cortada a partir de solo que tenha um tapete denso de raizes de grama, podendo ser encontrados nas terras mais próximas do fundo de rios. O solo cortado é deixado na margem para secar, antes de ser usado na construção.
Colonos europeus nas pradarias Norte-Americanas descobriram que a relva menos propensa a se deteriorar devido a congelamento ou chuva advém de charcos secos. Relva foi, em certa época, extensivamente usada para as paredes de casas na Irlanda, Escócia e Islândia, onde algumas casas de relva ainda podem ser encontradas. Uma casa de relva pode durar 50 anos ou mais, se for bem mantida em um clima frio.
Os Islandeses descobriram que a melhor qualidade de relva é o Strengur, os 5cm superiores da relva de grama.

### Terra estabilizada
A argila é geralmente dura e forte quando seca, mas torna-se bem macia quando absorve água. A argila seca ajuda a segurar uma parede de terra, mas se a parede for diretamente exposta à chuva, ou a água vazando a partir do telhado, pode tornar-se saturada e colapsar.
Para evitar isto, a terra pode ser "estabilizada"; a prática de estabilização da terra através da adição de cal queimado é secular.
Cimento Portland ou betume também podem ser adicionados à terra destinada para construções, adicionando resistência desta forma, apesar de que a terra estabilizada não é tão forte como argila assada ou concreto. Misturas de cimento + cal, ou pozzolana + cal, podem também ser utilizadas para a estabilização.
De preferência, o teor de areia do solo será entre 65% ~ 75%. Solos com baixo teor de argila, ou com não mais que 15% de barro não-expansivo, são adequados para fazer terra estabilizada. O percentual de argila pode ser reduzido pela adição de areia, se disponível.
Se houver mais de 15% de argila, pode ser necessário mais de 10% de cimento para estabilizar o solo, o que aumenta o custo.
Se a terra contiver pouca argila, e 10% ou mais de cimento, ela é de fato concreto.
Cimento não é particularmente amigável com o meio ambiente, dado que seu processo de fabricação gera grandes quantias de dióxido de carbono.
Terra estabilizada de baixa densidade será porosa e fraca, devendo portanto, ser compactada por uma máquina que faça blocos, ou já na parede, usando a técnica de taipá de pilão.

### Taipa de pilão

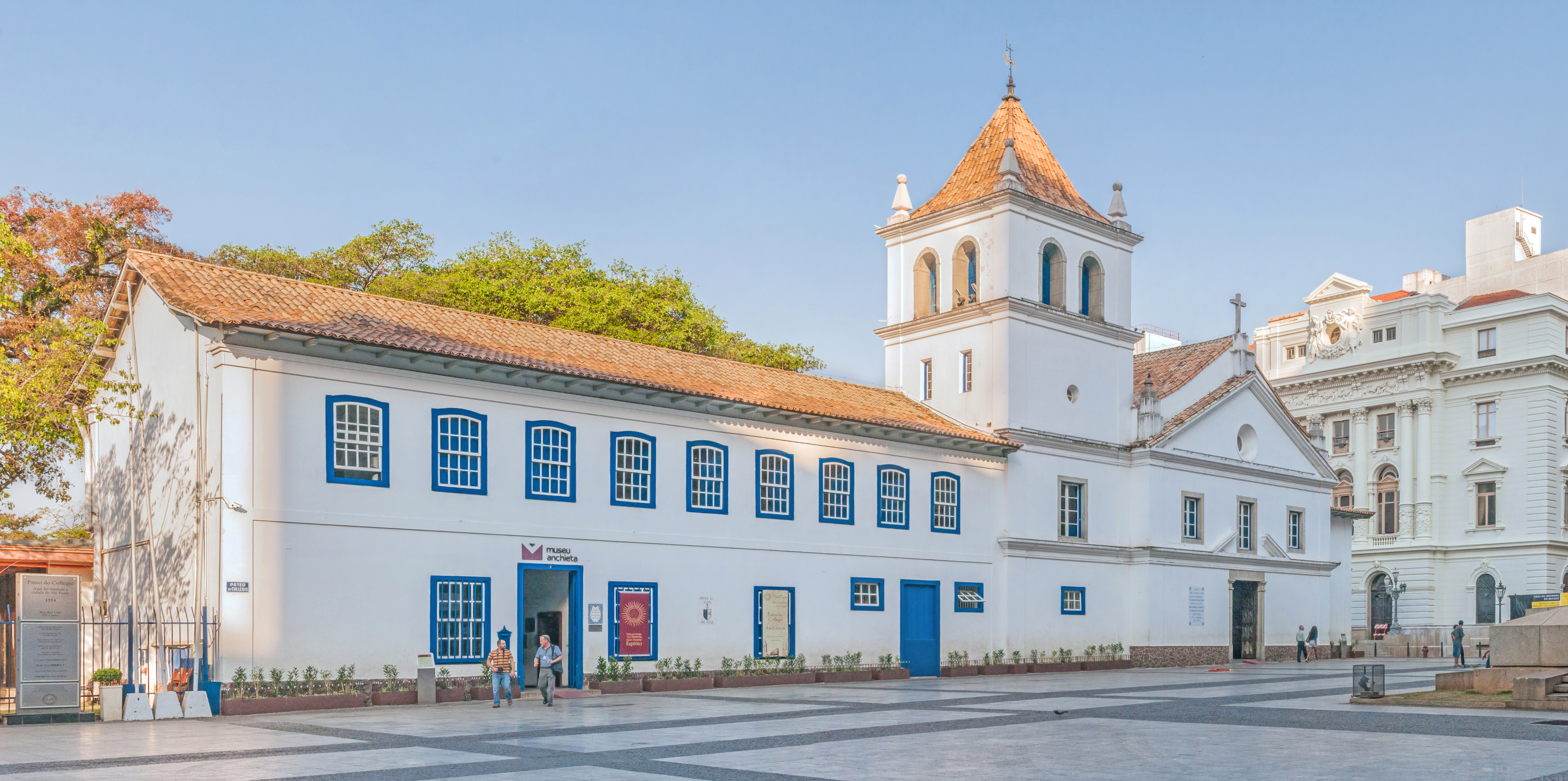
Pátio do Colégio dos Jesuítas, em São Paulo.

Taipa de pilão é uma técnica para a construção de paredes utilizando matérias-primas cruas, como terra, giz, cal ou cascalho. Uma parede de taipa de pilão é construída colocando solo úmido em uma fôrma temporária. O solo é compactado manual ou mecanicamente e, em seguida, a fôrma é removida.
Taipa de pilão é feita geralmente sem muita água, e portanto, não precisa de muito tempo para secar conforme o edifício cresça. É suscetível à umidade, e por isso deve ser colocado sobre uma base que pare a umidade ascendente, e deve ter telhas ou alguma outra cobertura que impeça que água de cima infiltre-se. Pode ser necessária também alguma proteção através de algum tipo de gesso, tinta, ou casca.
Na China, paredes de taipa de pilão foram construídas pelo povo Longshan entre 2600-1900 a.c., durante o período em que as cidades apareceram pela primeira vez na região. Paredes grossas íngremes, feitas de taipa de pilão, tornaram-se uma característica de monastérios budistas tradicionais, através dos Himalaias, e tornaram-se bem comuns em áreas do norte da Índia, como Sikkim. A técnica se espalhou para o Oriente Médio, depois para o Norte da África, onde a cidade de Cartago foi construída com esta técnica. A partir daí, a tecnologia foi levada para a Europa pelos Romanos.
Estruturas de taipa de pilão podem ter longa durabilidade. A maior parte da Grande Muralha da China foi feita com esta técnica, bem como foi Alhambra, no Reino Nacérida de Granada (atual Espanha). No Norte da Europa, estão construções de taipa de pilão de até sete andares de altura, e dois séculos de idade.
No Brasil, os primeiros registros de taipa de pilão foram na época do Brasil Colônia, onde foi introduzida pelos portugueses e contou com a contribuição dos escravos africanos. Muitos autores indicam como a obra mais duradoura a casa forte de taipa de pilão construída por Caramuru na Bahia, em 1540. Aplicada também em construções religiosas, em 1554, foi construído o Colégio dos Jesuítas da Companhia de Jesus, o que ocasionou a construção das primeiras casas de taipa ao seu redor e depois a origem do povoado de São Paulo de Piratininga, hoje a atual cidade de São Paulo.
Essa técnica foi introduzida no território brasileiro devido a sua boa resistência ao tempo e por ser menos trabalhosa do que a alvenaria de pedra. Ela possibilitou construções coloniais em regiões que tinham dificuldade em obtenção de pedras. Na região paulista a taipa de pilão foi muito utilizada no Planalto de Piratininga e no Caminhos dos Bandeirantes até Minas Gerais, Mato Grosso, Goiás, Paraná e Rio de Janeiro.

### Concreto

Visão interna do Coliseu. Edificação de concreto romano.

Os romanos fizeram concreto durável e resistente o bastante para paredes que suportassem peso. O concreto romano contém entulho de tijolos quebrados e pedras misturados em argamassa. A argamassa incluía cal e pozzolana, um material de origem vulcânica que contribuía significativamente para sua força. Estruturas de concreto romano, como o Coliseu, completado em 80 BCE, ainda estão de pé.
Sua longevidade pode ser explicada pelo fato de que os construtores usaram uma mistura relativamente seca de argamassa e agregados, e compactaram-na para eliminar bolsões de ar. Apesar de derivados da terra, estruturas de concreto normalmente não são consideradas estruturas de terra, para permitir diferenciar.

## Galeria de imagens

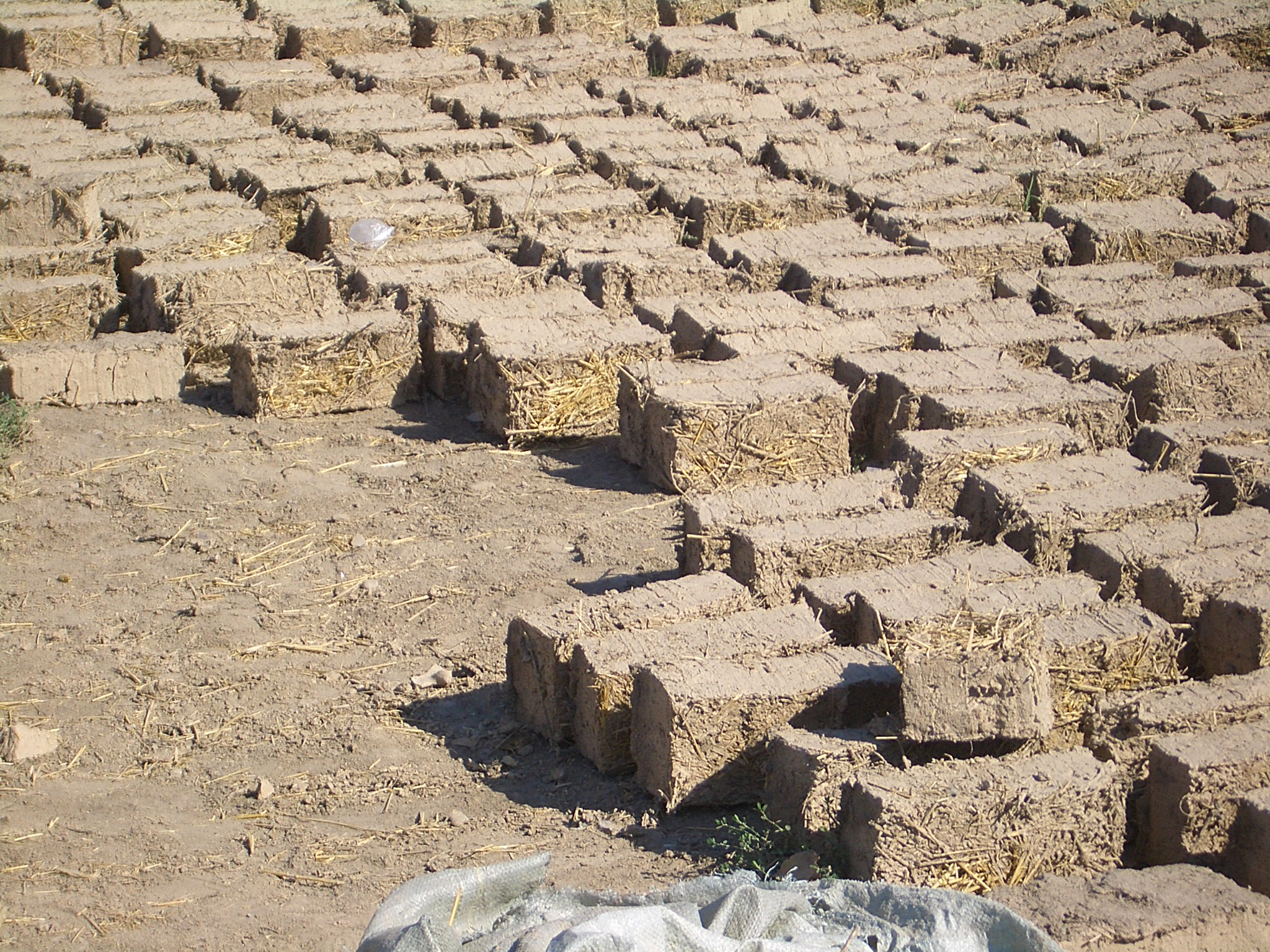
Tijolos de adobe cerca dum estaleiro em Milyanfan, Quirguistão
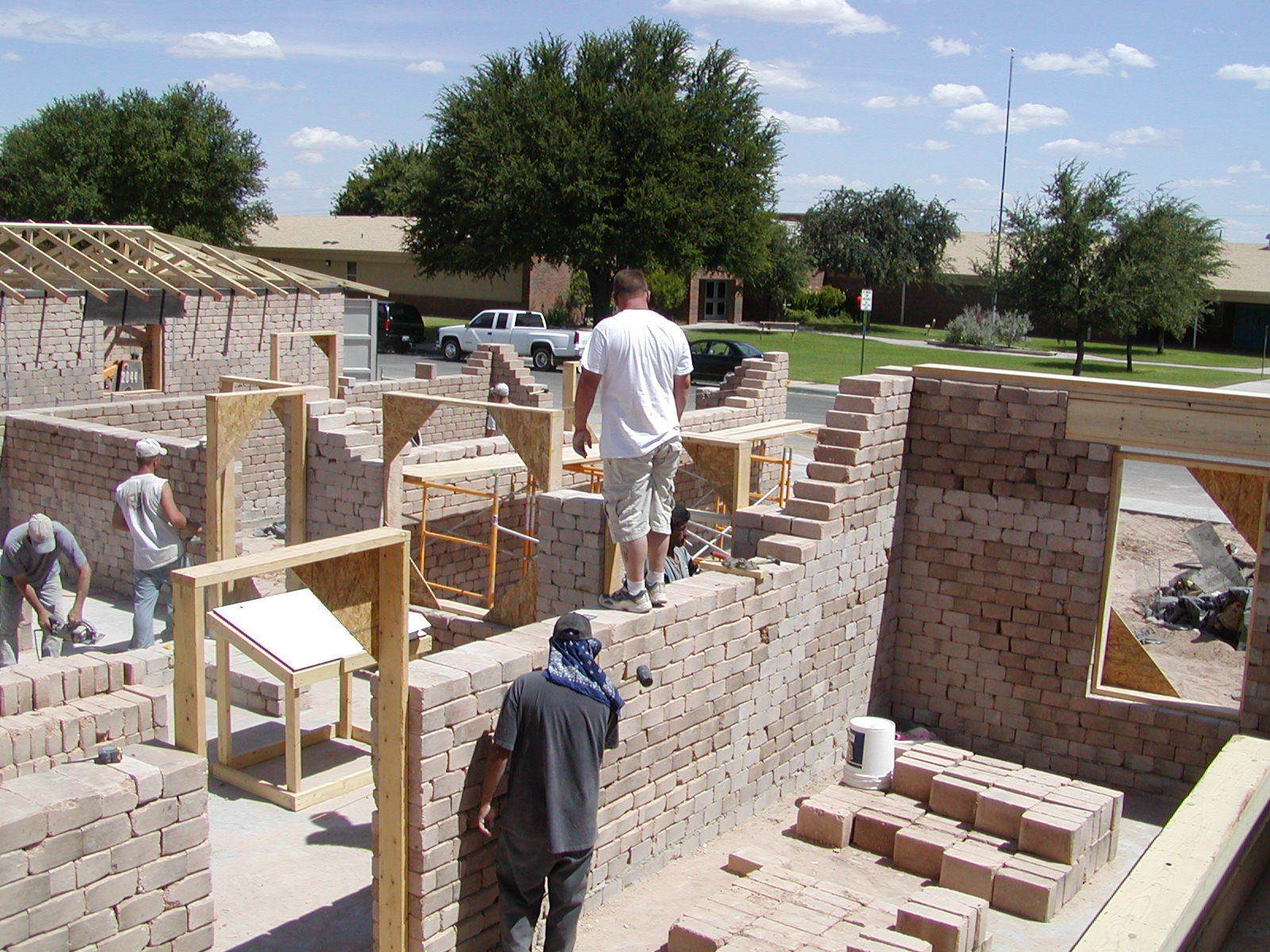
Casa de blocos de terra comprimida em construição em Midland, Texas, em 2006
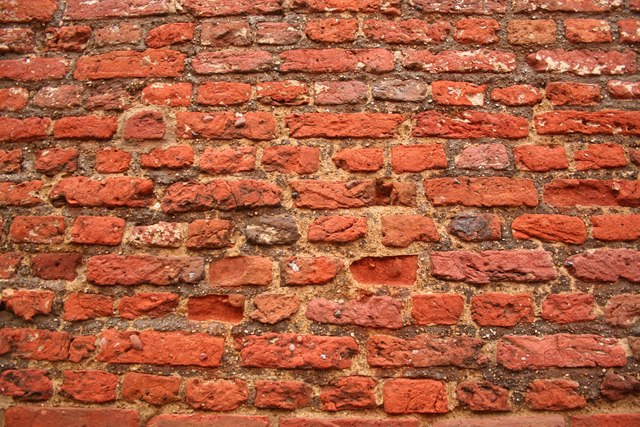
Aparelho de tijolo inglês de 1454, no Antigo Colégio em Tattershall no condado de Lincolnshire, Inglaterra
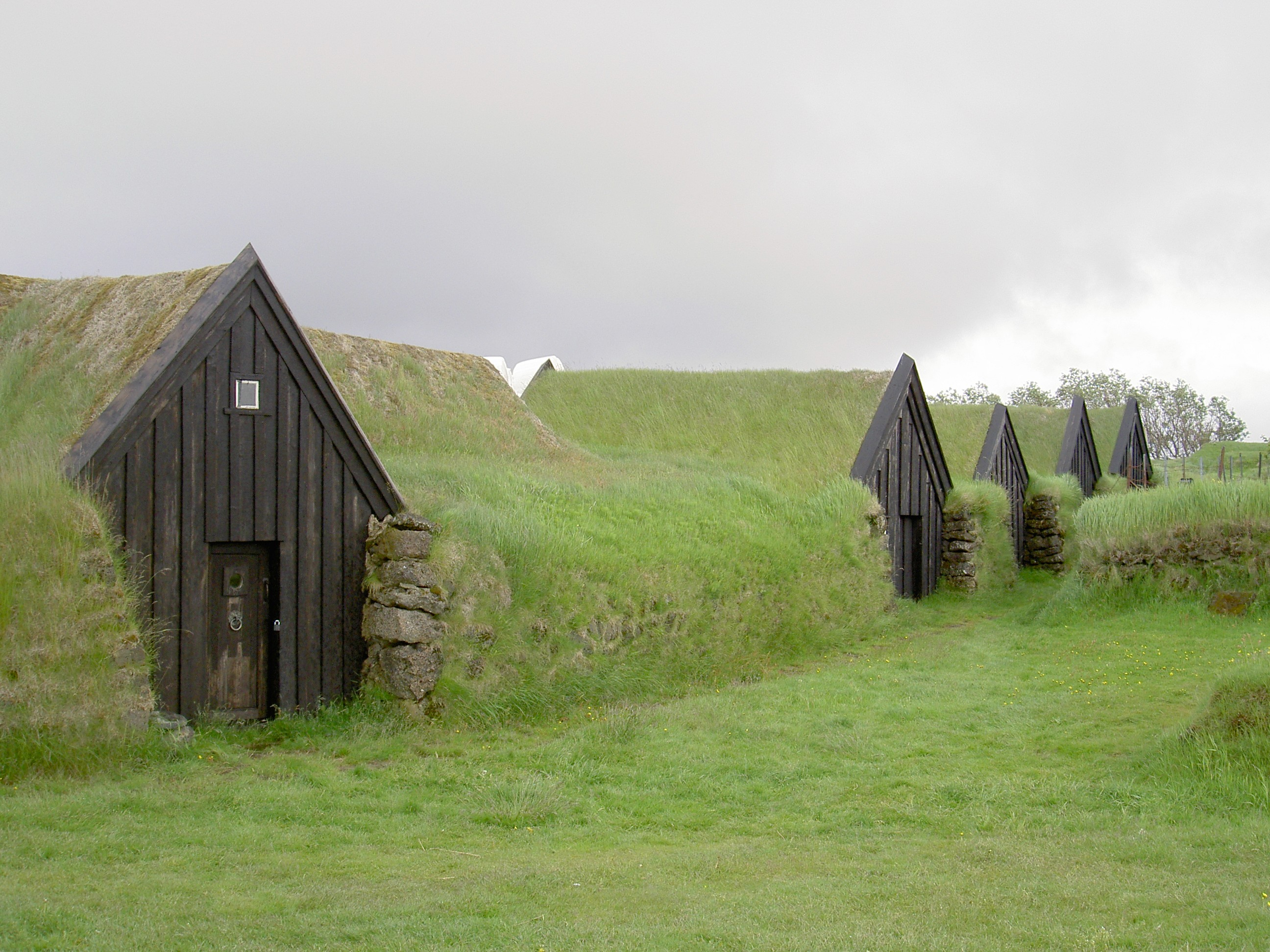
Relva casas em Keldur, Islândia, um exemplo de Terra de acolhimento
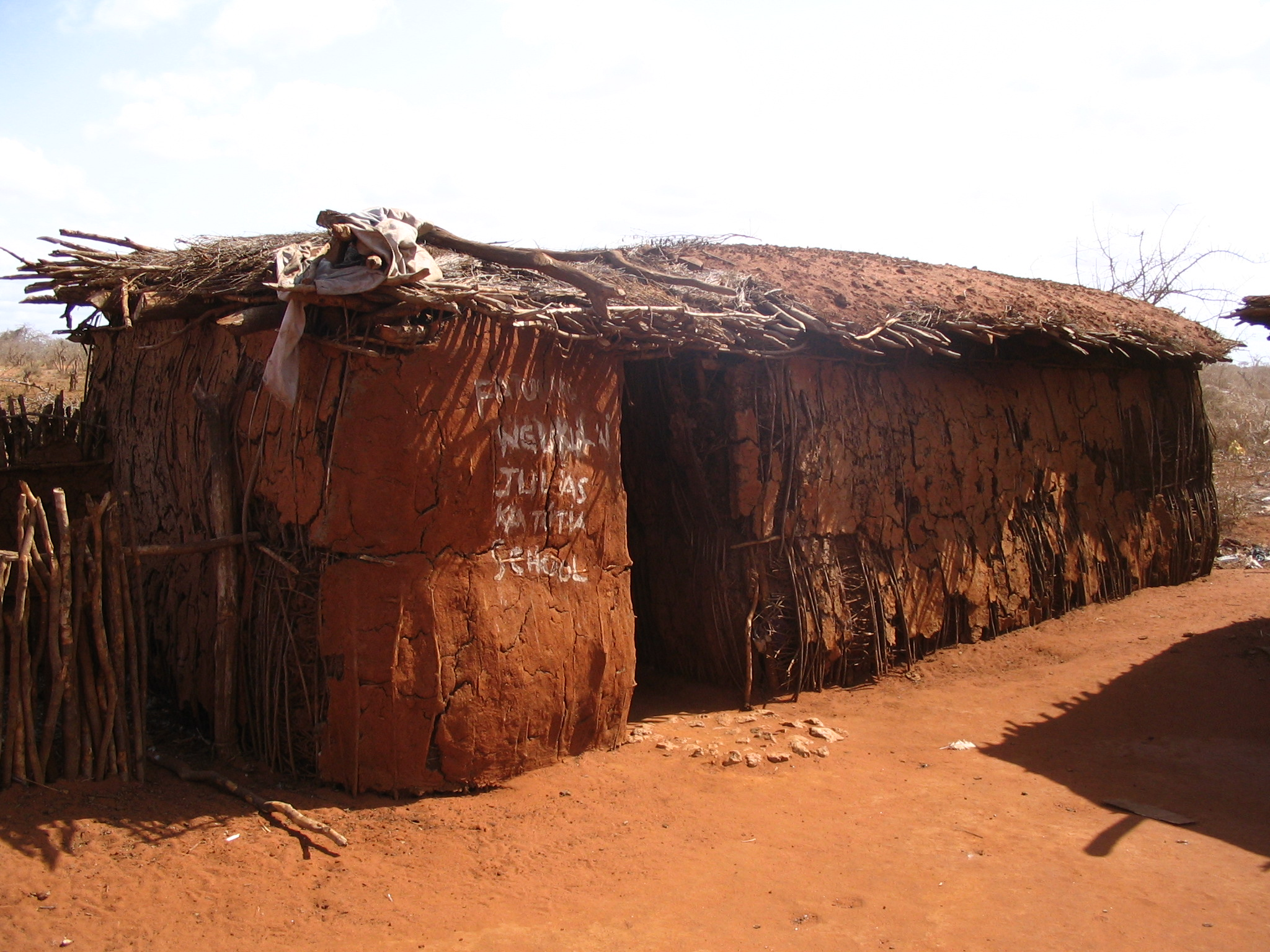
Escola numa aldeia Maasai na estrada A109 em Quênia
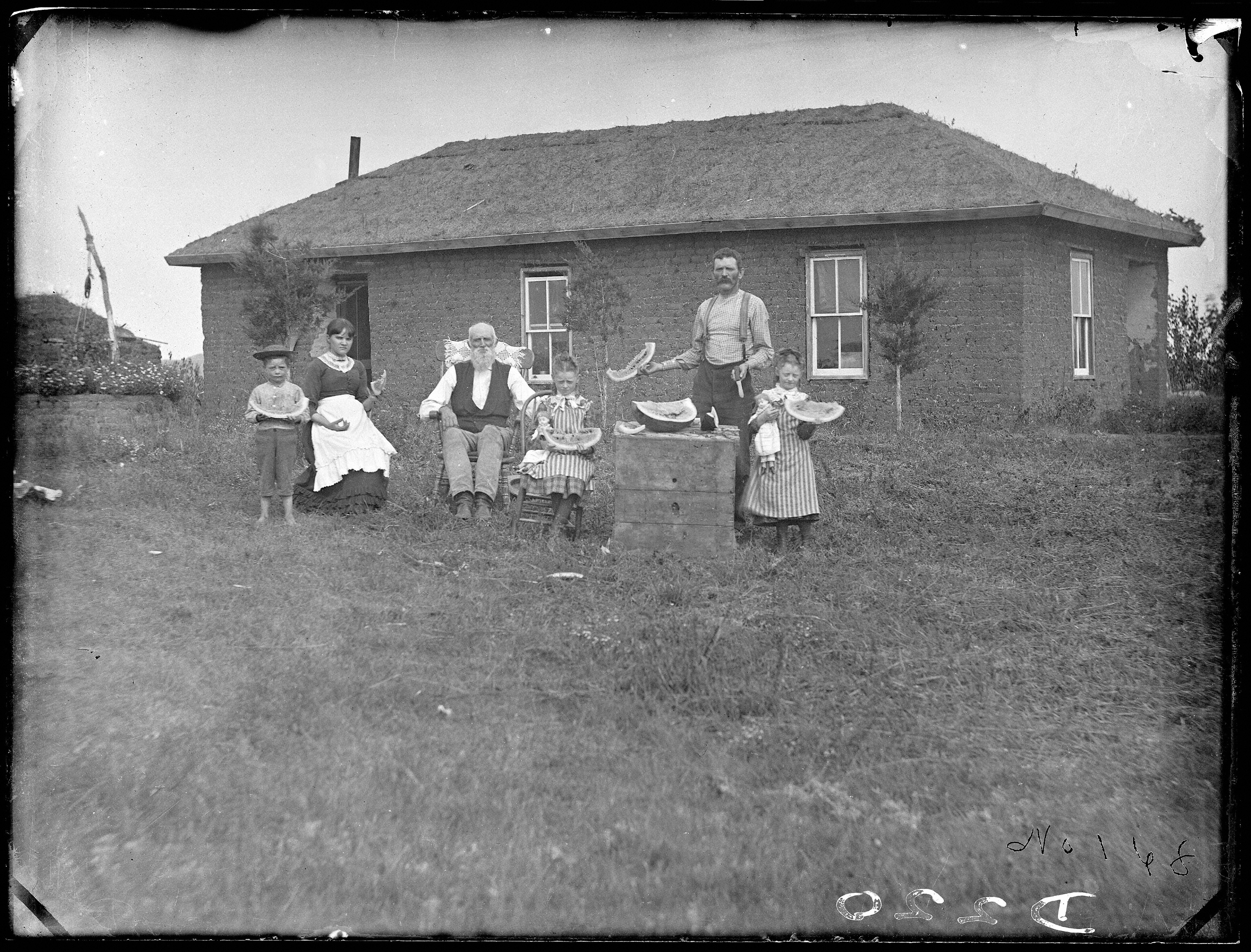
Omer Madison Kem, (mais tarde, Representante para o Congresso dos Estados Unidos) na frente de sua casa de gramado em Nebraska (1886)
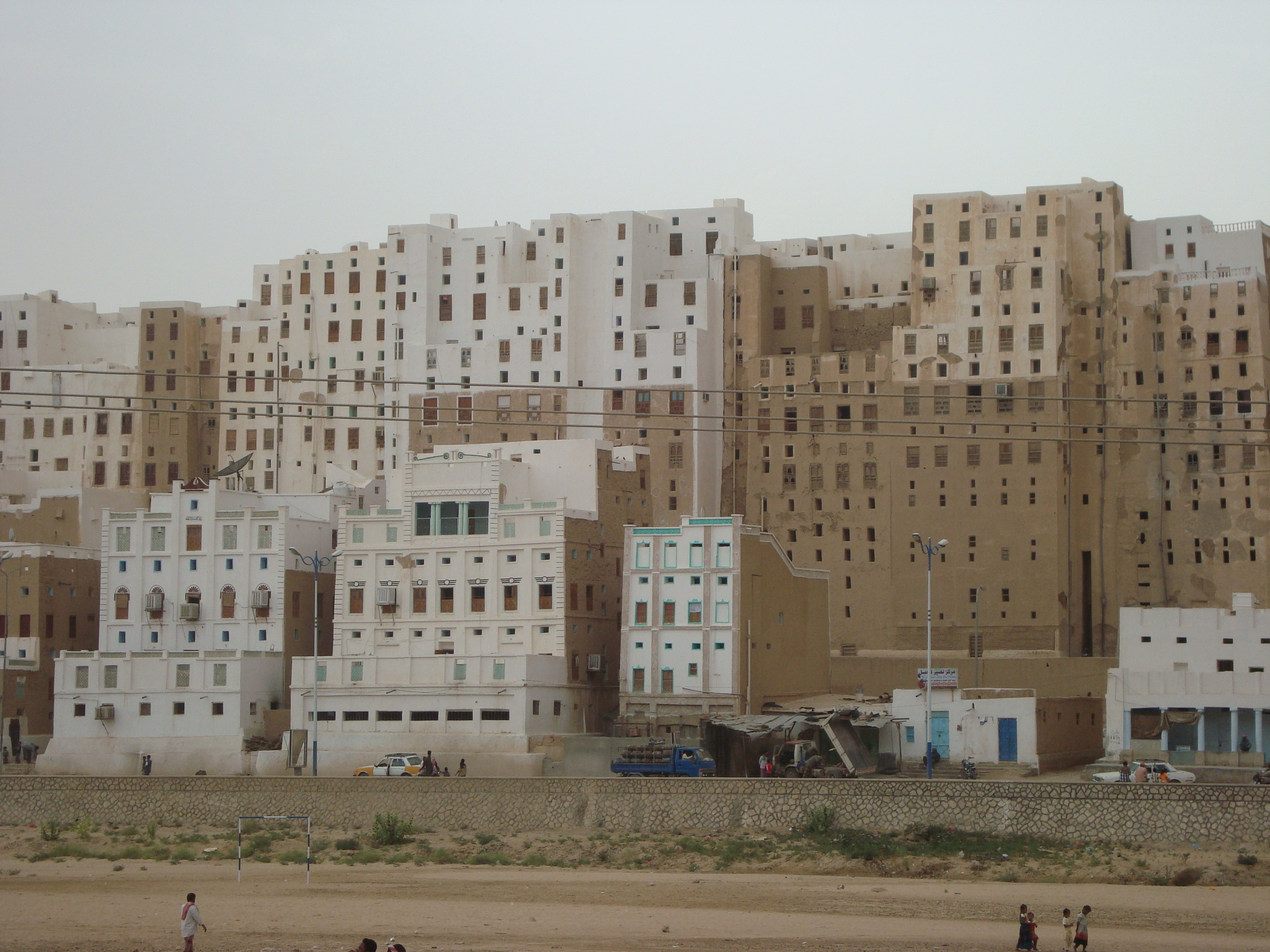
"Arranha-céus" de tijolos de barro em Xibam
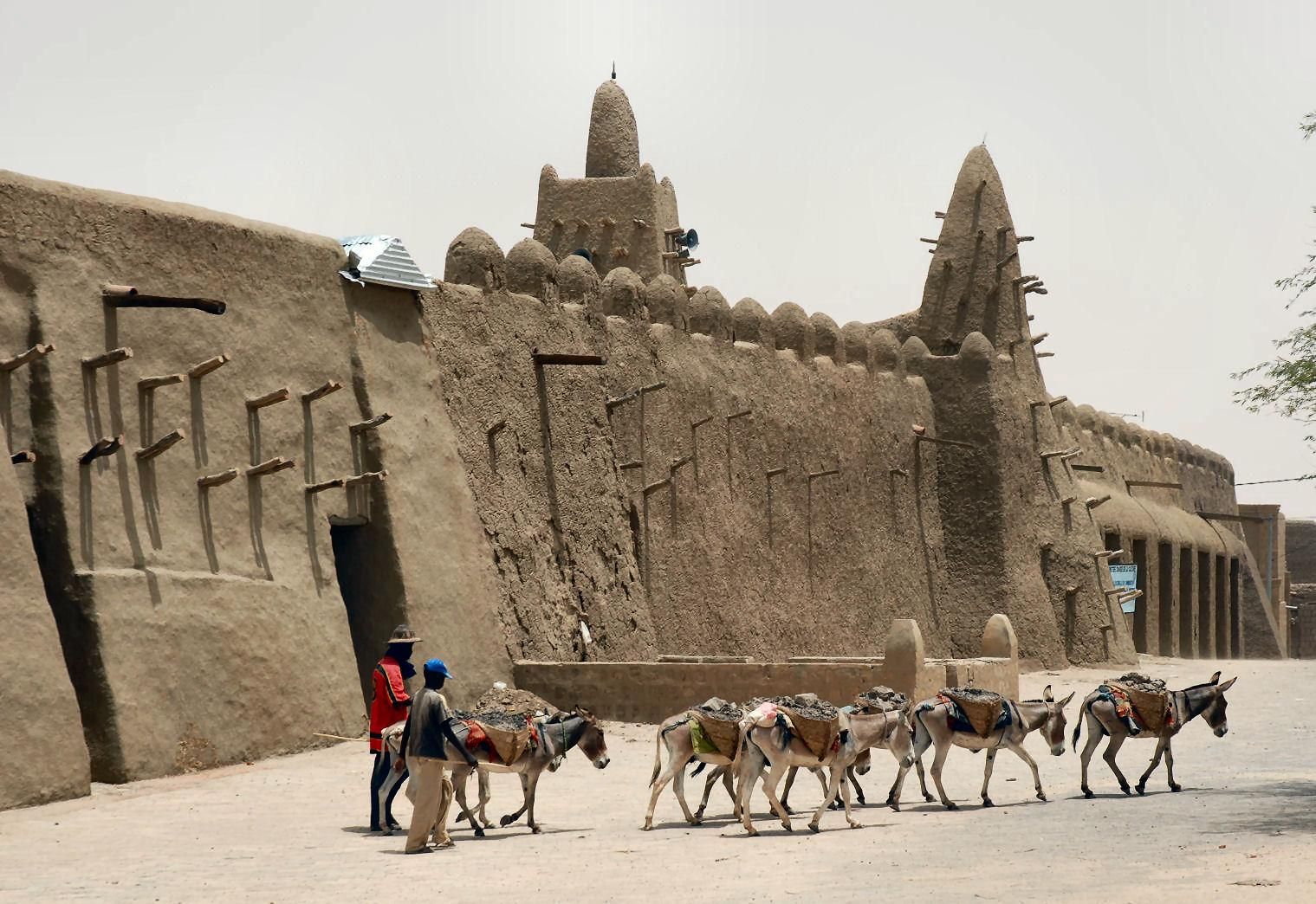
Parede e mesquita de barro em Tombuctu
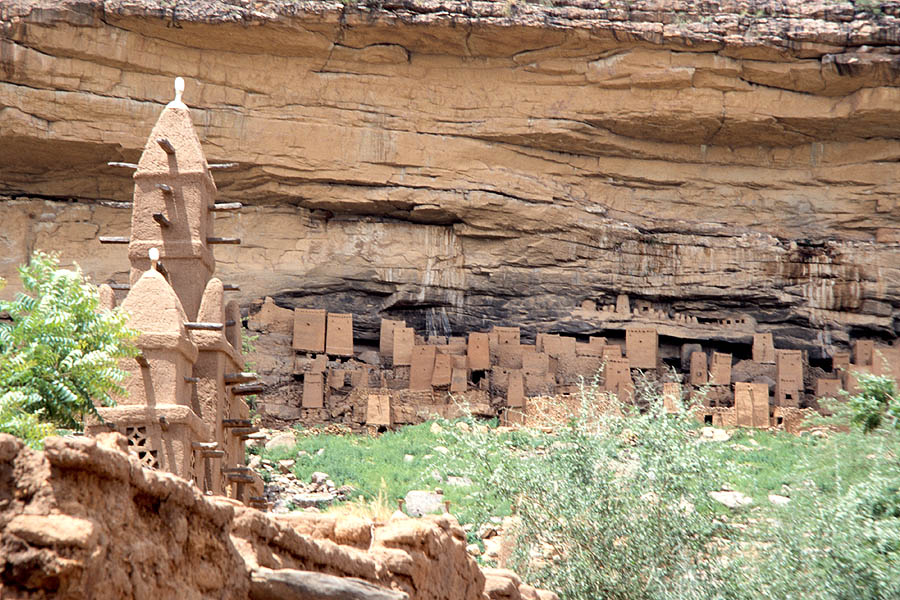
Habitações antigas de barro e uma mesquita de barro moderna no Mali
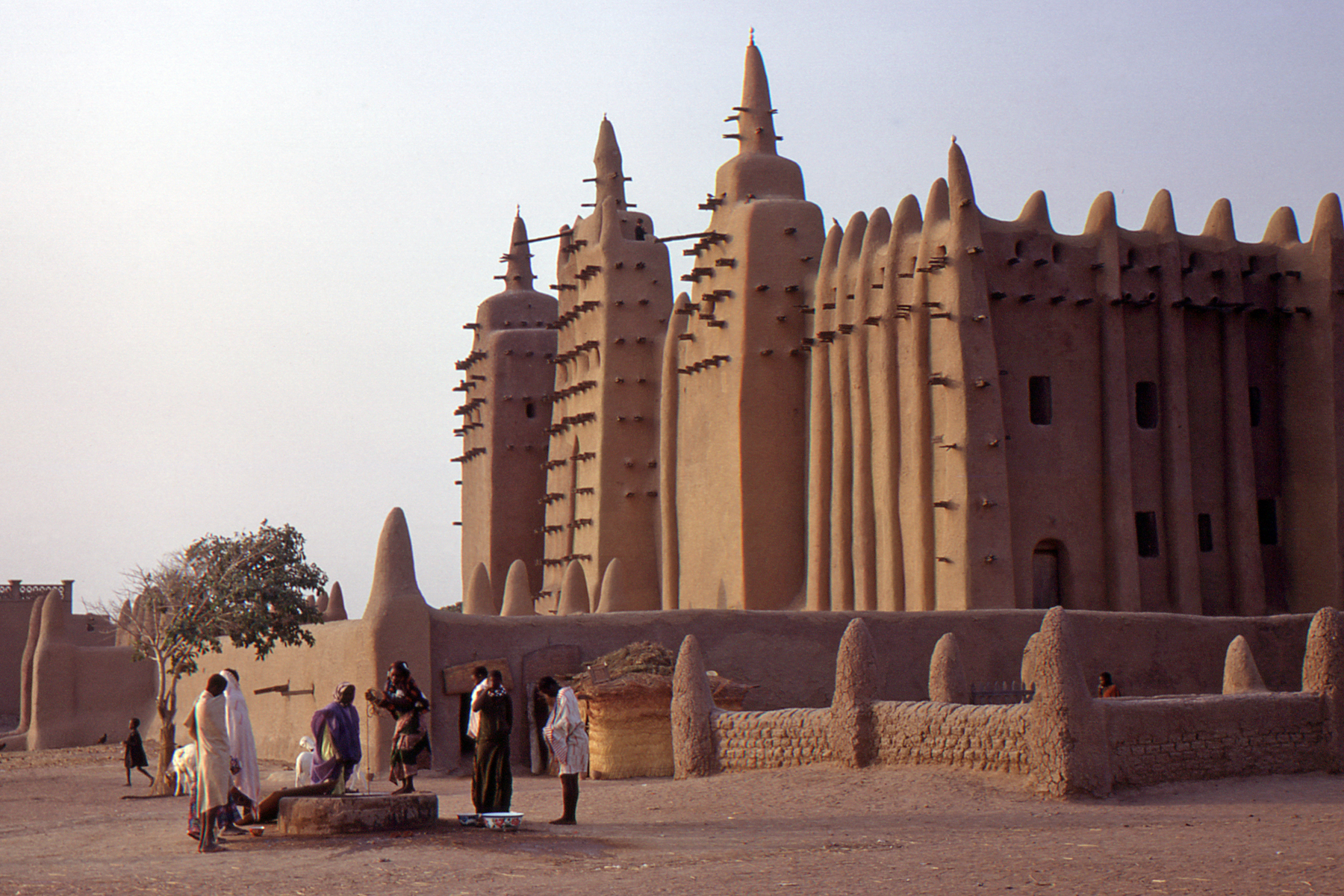
Grande Mesquita de Djenné, Mali, em 1972
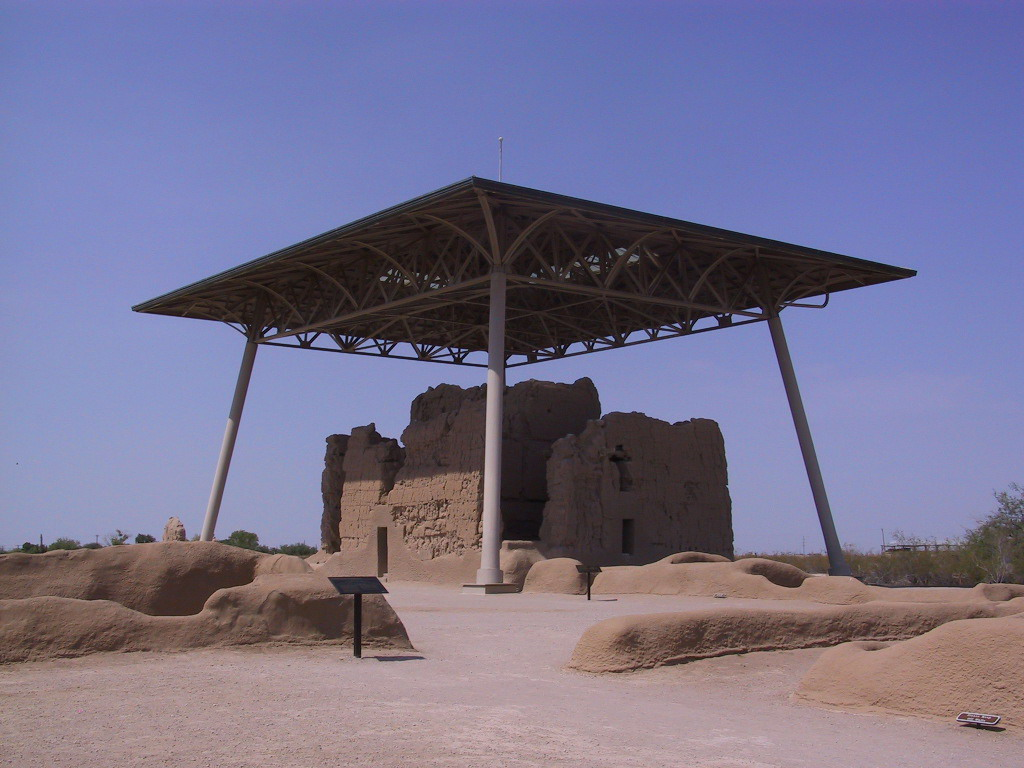
Monumento Nacional das Ruínas da Casa Grande em Arizona
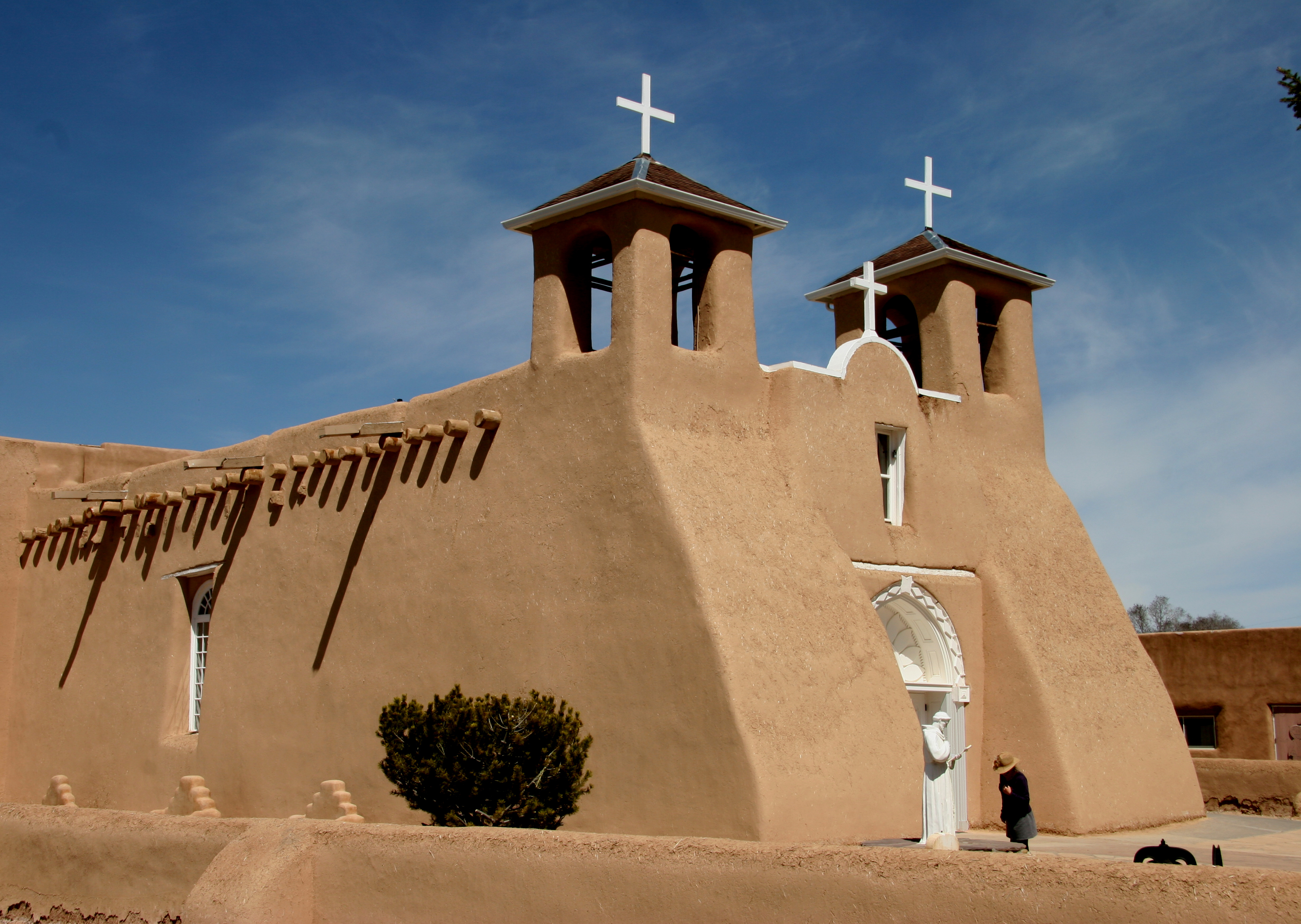
Igreja da Missão San Francisco de Assis em Ranchos de Taos no estado do Novo México
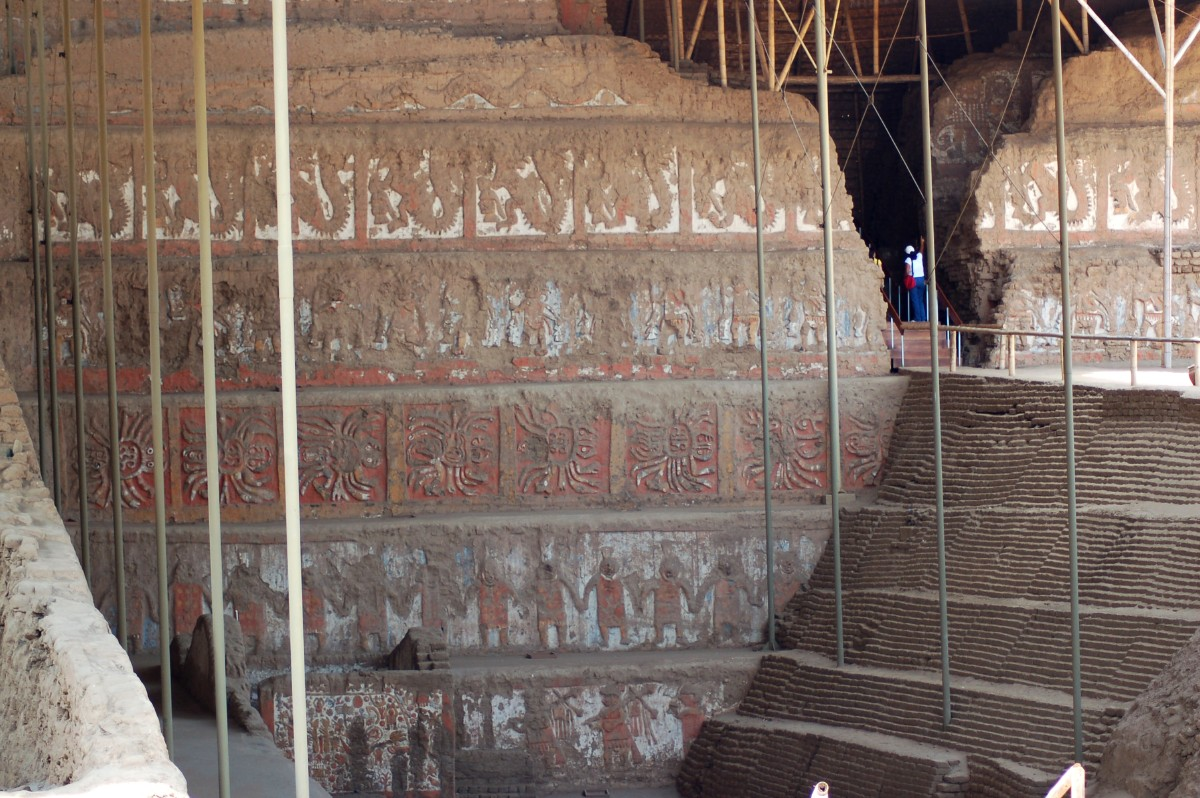
Interior do sítio arqueológico de Huaca de la Luna cerca de Trujillo em Peru
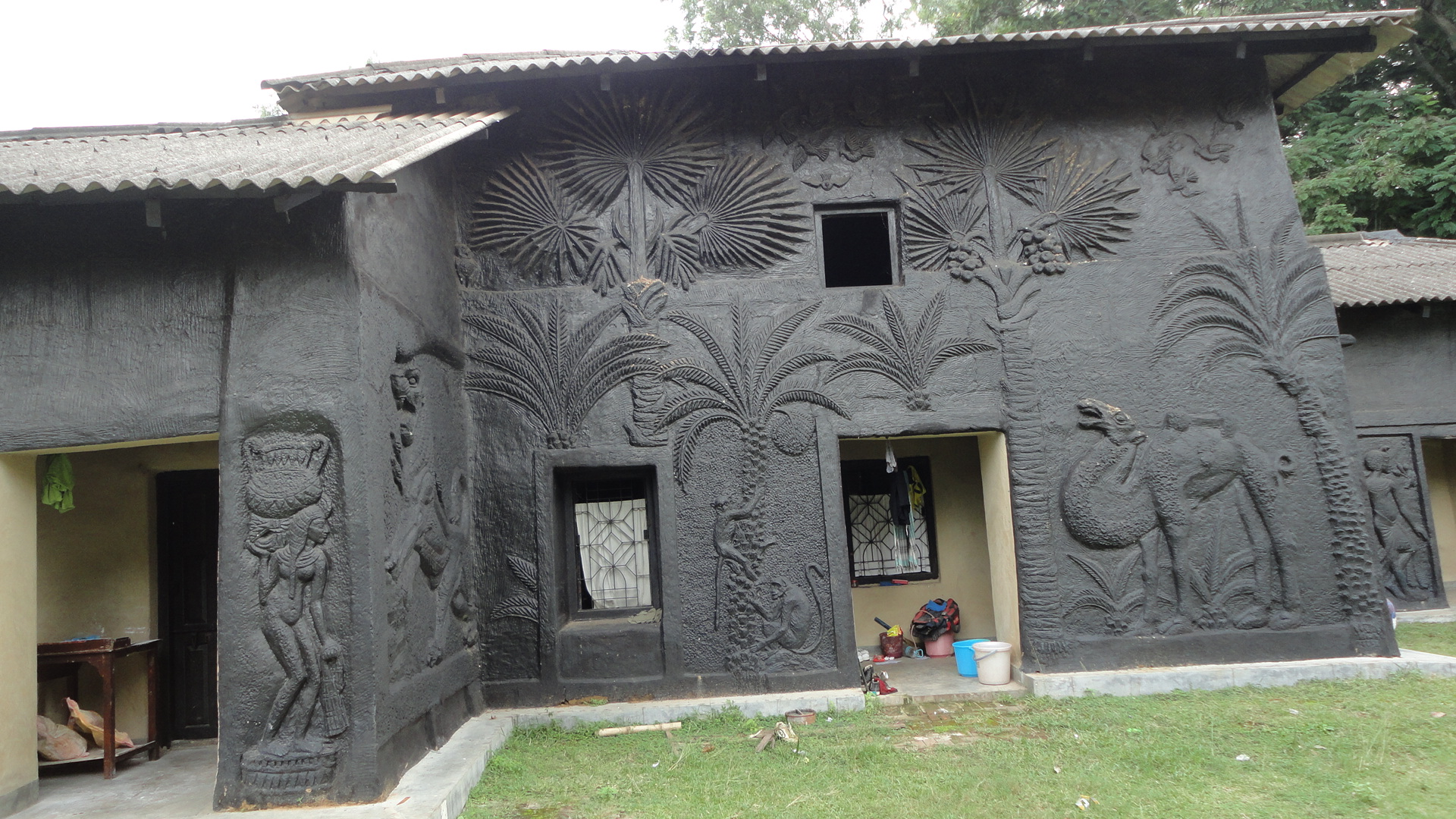
Decoração do edifício Kalo Bari (Casa Negra) da Universidade Visva-Bharati, construido de barro e alcatrão de carvão em Shantiniketan, Bolpur, Birbhum na Bengala Occidental
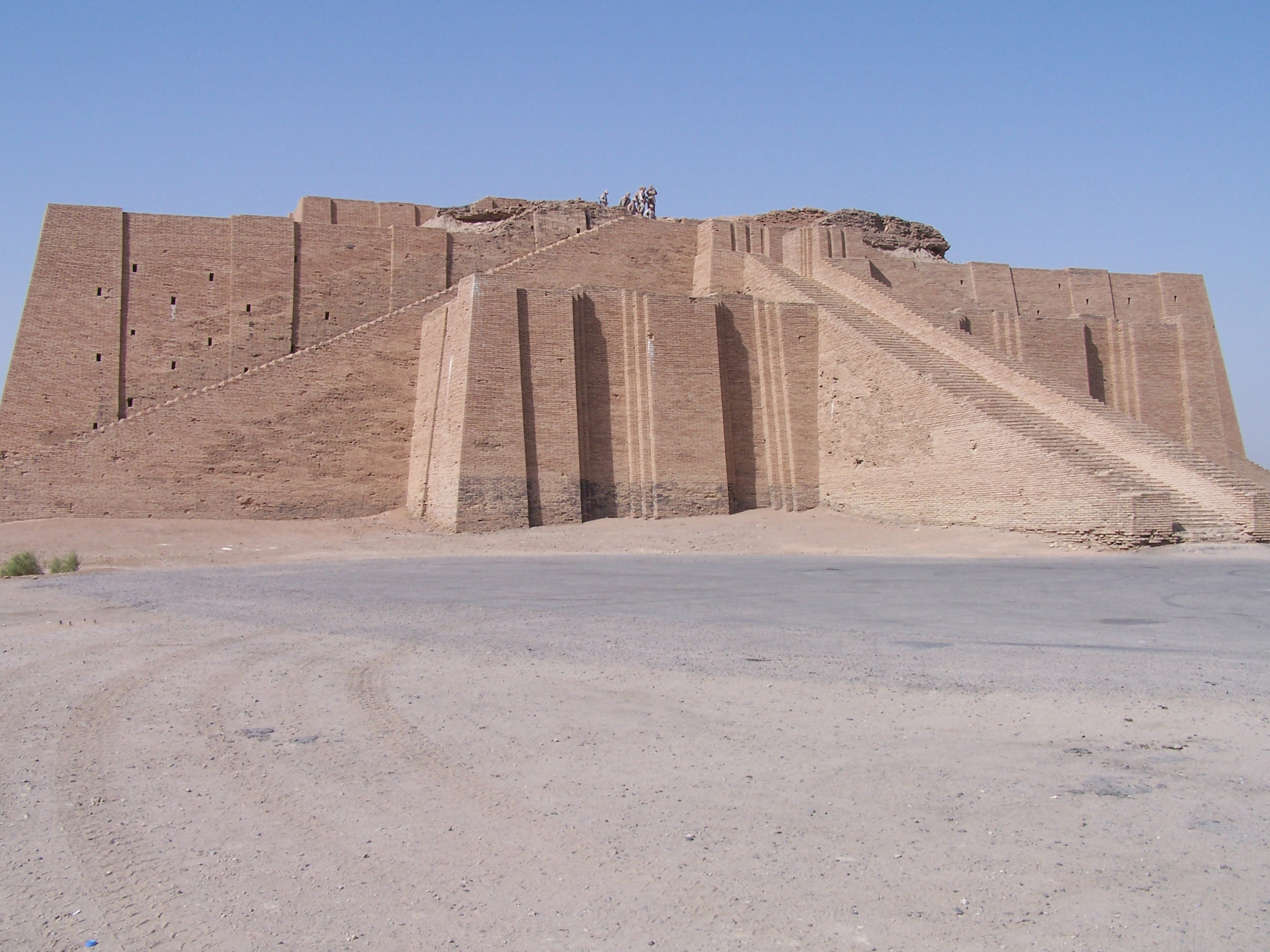
Zigurate na base aérea Ali no Iraque
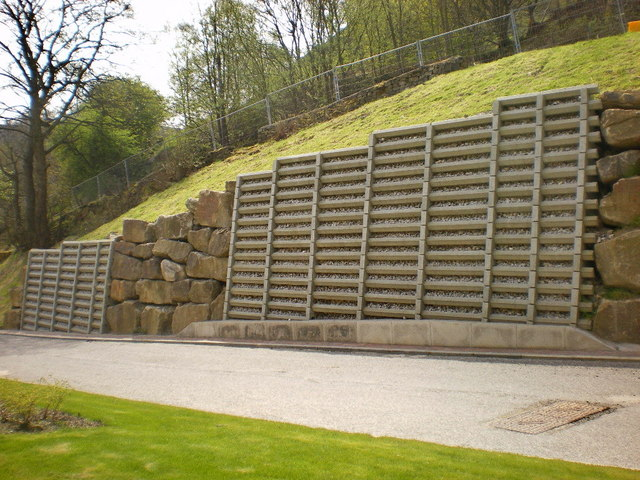
Parede de retenção perto de Todmorden, West Yorkshire, Inglaterra
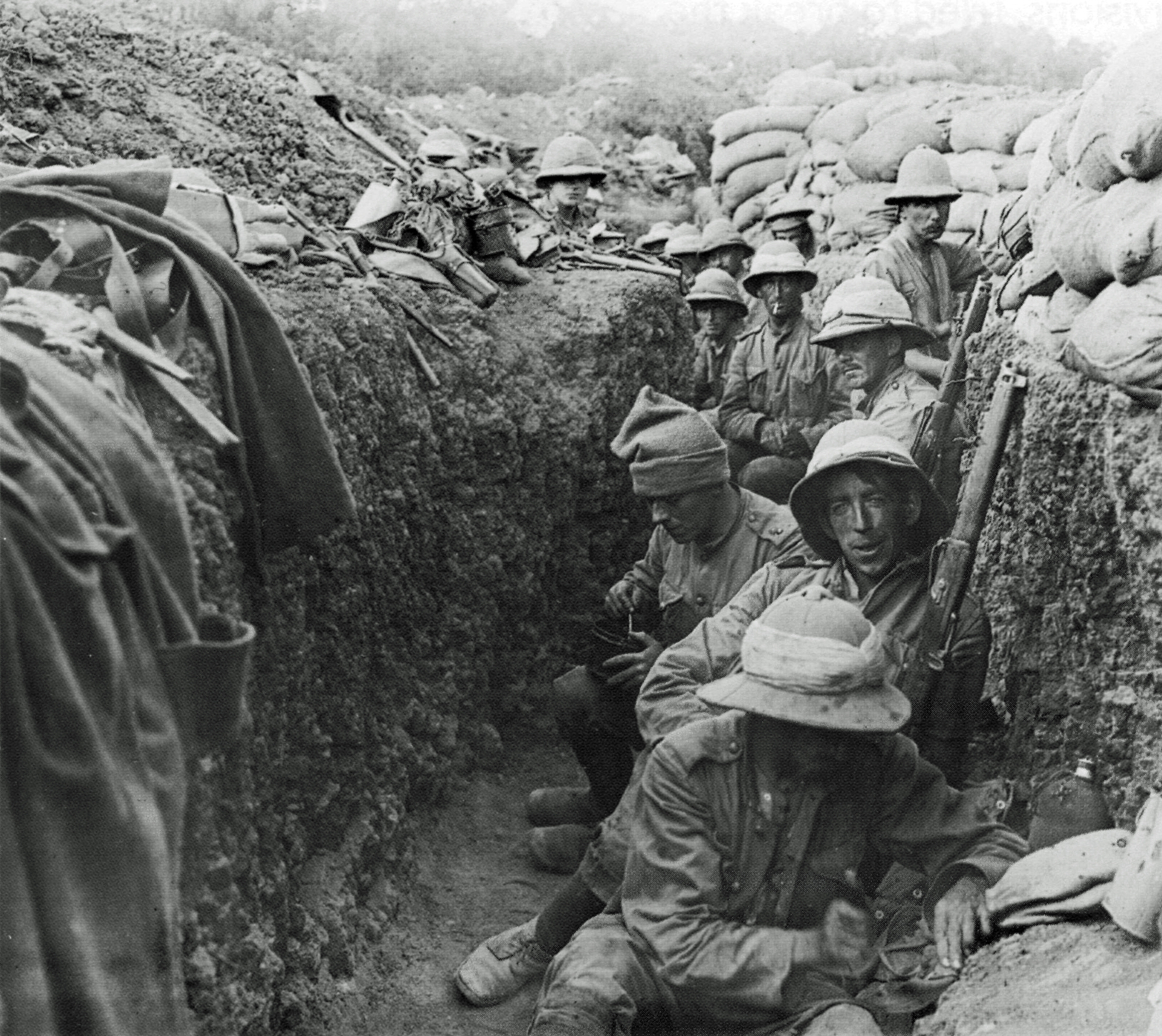
Soldados, em uma trincheira em Gallipoli, durante a primeira Guerra Mundial
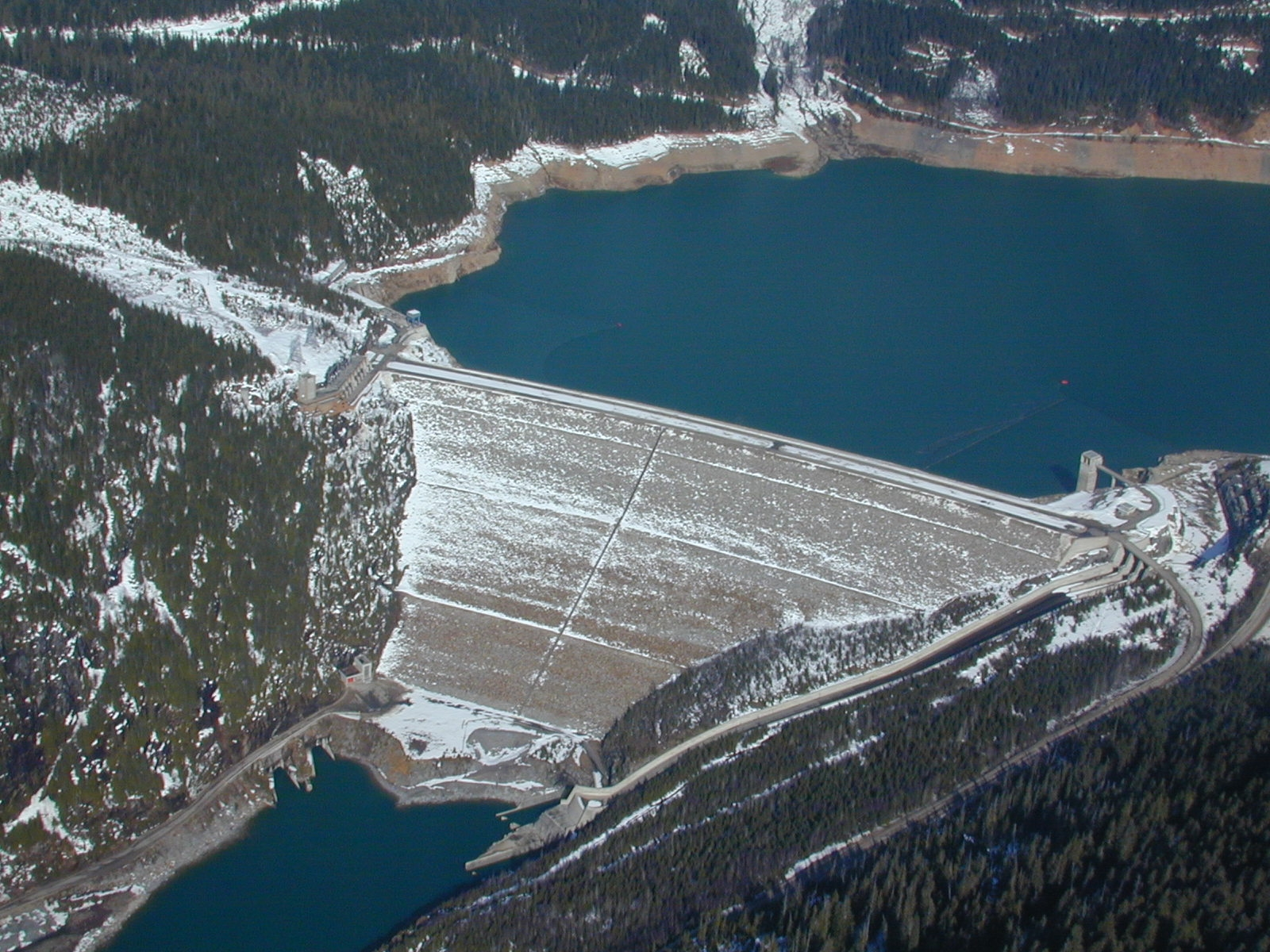
A Mica Barragem no Canadá
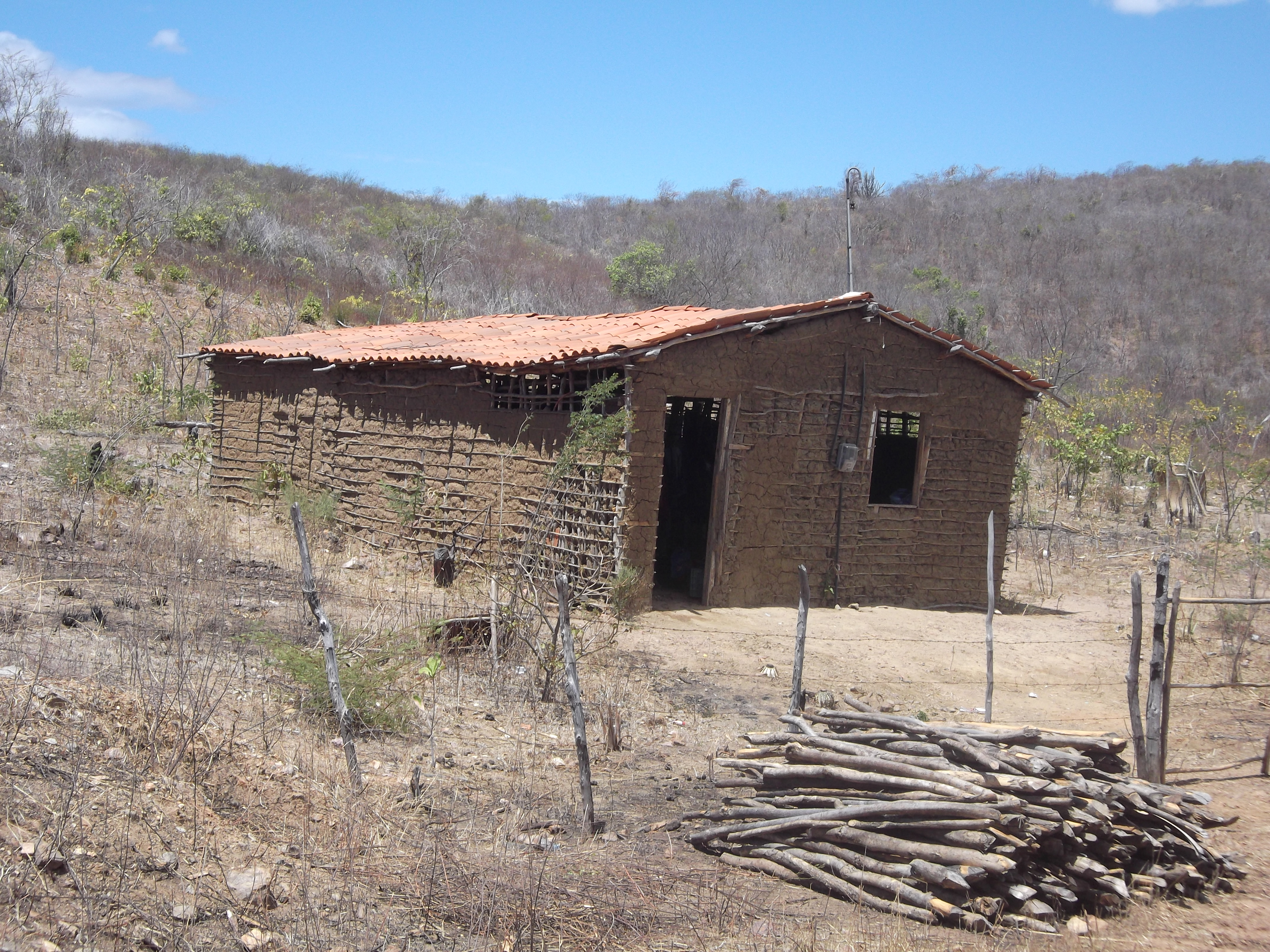
Casa de barro em Maranguape, Estado do Ceará, Brasil